# Hypoxestus ealanus
Hypoxestus ealanus is een hooiwagen uit de familie Assamiidae.